# ملینکا
ملینکا (به اسپانیایی: Melinka) یک منطقهٔ مسکونی در شیلی است که در Guaitecas واقع شده‌است. ملینکا ۱٬۴۱۱ نفر جمعیت دارد.